# Пристанишна капија
Пристанишна капија или Рибарска капија jедна је од многобројних капија Београдске тврђаве,  источно од Небојшине куле. У турско доба била је главни улаз из београдске луке на реци Сави. 

## Положај
Пристанишна капија се налазила у оквиру североисточног бедема Доњег града, у саставу Београдске тврђаве
Кроз њу се из пристаништа улазило у бедемом ограђено насеље. Испред капије је постојала и дрвена платформа за прилаз капији и пристајање чамаца, па је често називана и Рибарском капијом.

## Историја
Београдска тврђава подигнута је на гребену изнад ушћа Саве у Дунав у раздобљу од 1. до 18. века као комплекс одбрамбеног карактера. Тврђава је данас својеврстан музеј историје Београда. Ову целину чине сама Београдска тврђава, подељена на Горњи и Доњи град, и парк Калемегдан. Због изузетног стратешког значаја на овом месту је, крајем првог века наше ере, подигнуто утврђење - римски каструм, као стални војни логор IV Флавијеве легије, а уз  утврђење на брегу изнад ушћа Саве у Дунав, настао је антички Сингидунум, а на истом месту и словенски Београд.
| „ | Вековима се средњовековни град развијао на просторима Тврђаве, тражећи сигурност међу њеним бедемима. Београдска тврђава често је рушена и обнављана. Изнад римских зидина стоје српски бедеми, а преко њих, турске и аустријске фортификације. У 12. веку византијски цар Манојло Комнин подигао је на римским рушевинама нови кастел. У првим деценијама 14. века ово мало утврђење на брегу проширено је до речних обала. У оквиру бедема развио се напредан средњовековни град. После турског освајања 1521. године, па све до краја 17. века, Београдска тврђава није значајније дограђивана. | ” |

Ново раздобље започело је аустријско-турским ратом. Као кључно утврђење у средишту ратних сукоба током 18. века, Тврђава је три пута реконструисана. Порушен је стари кастел, а велики део средњовековних бедема прекриле су нове фортификације. Под аустријском окупацијом, 1717-1739. године, после изградње нових модерних утврђења, Београдска тврђава је представљала једно од најјачих војних упоришта у Европи. Грађена је према пројектима генерала Николе Доксата Демореза.
До краја 18. века Београдска тврђава је добила коначни облик. У ратним разарањима током протеклих деценија порушени су готово сви објекти у Горњем и Доњем граду, а бедеми знатно оштећени.
У „Житију Стефана Лазаревића” Константина Филозофа,  Београд се први пут помиње као град с два пристаништа. Претпоставља се да су се налазила на Дунаву и Сави, што се чини сасвим логичнимм због стратешких потреба града на две реке. Врло рано, вероватно због одбране државне границе према Византији, створено је Западно подграђе Београдске тврђаве са утврђеним пристаништем на Сави. Бедеми Западног подграђа помињу се и у писаним документима већ у једанаестом веку приликом угарских напада. Они су спречавали  продирање у Западно подграђе, али и упаде у Горњи град и унутрашње утврђење. Бедем на североистоку био је двоструких зидова, а на југоистоку је био ојачан воденим ровом.
У том систему била је Пристанишна капија изграђена када и пристаниште на Сави, у 15. веку. Њен први помен налази се у делима Евлије Челебије који је у свом опису из 1680. године приказује као Малу пристанишну капију. Према плану на коме је приказан напад Аустријанаца из 1688. године Пристанишна капија (која је тада називана Рибарска капија) је била већ зазидана. Претпоставља се да је до зазиђивања капије могло да дође, када је после пораза код Беча 1663. године, Турска предузела радове на припреми Београда за одбрану од напада Аустријанаца.
Остаци ове Пристанишне капије откривени су тек 1947. године, а сама капија је откопана у зазиданом стању. Истраживања су настављена 1961. године.